# Nusatidia bimaculata
Nusatidia bimaculata là một loài nhện trong họ Clubionidae.
Loài này thuộc chi Nusatidia. Nusatidia bimaculata được Eugène Simon miêu tả năm 1897.